# Гаккебуш, Валерий Васильевич

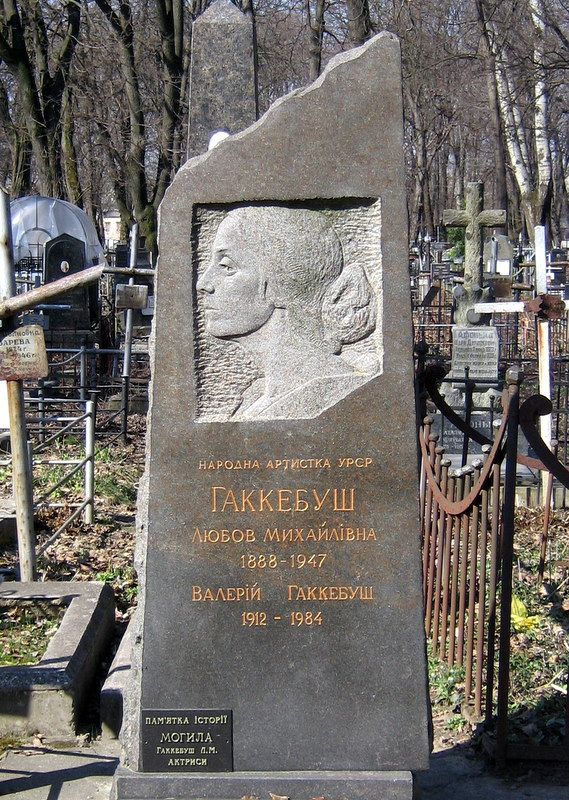
Могила В. В. Гаккебуша и его матери Л. М. Гаккебуш на Лукьяновском кладбище в Киеве. Автор памятника — скульптор И. П. Кавалеридзе

Валерий Васильевич Гаккебуш (15 сентября 1912—1984) — украинский режиссёр и театровед. Сын Любови Гаккебуш, муж Екатерины Гаккебуш.
Автор книги «Встречи с зарубежными театрами» (укр. Зустрічі з зарубіжними театрами; Киев, 1964), очерка о украинской актрисе Харитине Нещадименко (укр. Рита Нещадименко: Нарис; Киев, 1983) и других сочинений.
В юности сыграл одну из ролей в фильме Георгия Стабового «Два дня» (1927), вошедшем в золотой фонд украинского кинематографа.

## Семья
Жена — Екатерина Михайловна Юкельсон (1913—1993), художник театра и кино, дочь нейрохирурга М. Б. Юкельсона.